# Gigantomachia
Gigantomachia (ギガントマキア, Gigantomakhia) est un manga de type seinen de Kentarō Miura. Il a été prépublié au Japon entre 2013 et 2014 dans le magazine Young Animal,, puis compilé en volume relié en juillet 2014 par Hakusensha. Glénat édite la version française en juillet 2015.

## Synopsis
L'histoire est celle d'un ancien esclave qui a un passé de gladiateur, Délos, et qui est accompagné d'une petite fille mystérieuse nommée Promé avec laquelle il traverse le désert jusqu'à atteindre la dernière tribu d'une race que son espèce, les Hu, a exterminée. Après un combat en arène contre Ogun le brave, le guerrier le plus fort de la communauté des chevaucheurs de scarabées, Délos va devoir protéger la communauté d'une attaque Hu en se transformant en titan a l'aide de la magie de Promé. 

## Thèmes
Le manga contient beaucoup de références à la mythologie grecque et la culture grecque de l'antiquité. On y retrouve des thèmes classiques chez Kentarō Miura comme la religion et la guerre.